# The Powerpuff Girls: Chemical X-Traction
The Powerpuff Girls: Chemical X-Traction es un juego de peleas distribuido por BAM! Entertainment para Nintendo 64 y PlayStation en 2001. Está basado en la serie animada de Cartoon Network The Powerpuff Girls. El jugador controla a una de las tres protagonistas en una variedad de batallas contra los villanos controlados por la computadora.

## Jugabilidad
The Powerpuff Girls: Chemical X-Traction es un juego de peleas en 3D en el cual el jugador controlará a una de las Powerpuff Girls (Blossom, Bubbles y Buttercup) para enfrentar enemigos en una variedad de entornos, recuperar el Químico X y rastrear a Mojo Jojo. Se puede elegir entre diez personajes jugables que consisten en las Powerpuff Girls y siete villanos.
El juego posee dos modos: el modo de historia, donde los jugadores pueden recoger objetos y lanzarlos hacia el oponente para reducir su salud, y usar ataques superpoderosos recolectando frascos de Químico X; y el modo simulador, donde el jugador controlará a una de las Powerpuff Girls y se enfrentará a un villano, o será un villano enfrentándose a otro.

## Trama
Las Powerpuff Girls se encuentran preparando un pastel cuando Bubbles decide agregarle Químico X. Mojo Jojo toma el pastel y lo comparte con sus aliados. Las chicas logran vencer a Mojo, pero son sorprendidas por la llegada repentina de Him, quien quiere el Químico X. Las chicas lo vencen y devuelven el químico al lugar donde pertenece.

## Recepción
La versión de PlayStation recibió reseñas «desfavorables» de acuerdo con el sitio web agregador de reseñas Metacritic.